# Q连续体
| 星际旅行中主要的种族与势力              |
| --------------------------------------- |
| 星際聯邦 · 人类 · 瓦肯人 · 安多利人     |
| 貝塔索人 · 波利安人 · 德诺布拉人        |
| 罗慕伦人 · 克林贡人 ·巴库人 · 索利安人  |
| 葛恩人 · 佛瑞吉人 · 博格人 · 卡松人     |
| 卡达西人 · 贝久人 · 楚尔人 · 希罗吉恩人 |
| 自治同盟 · 布林人 · 新地人 · 8472种族   |

Q连续体（英語：Q Continuum）是《星际迷航》虚拟银河系中已知拥有最高智力且已存在很久的种族，有着掌控时空万物的超凡能力。「Q」是全能的超次元存在的实体，居住在Q连续体中。在《下一代》、与《深空九号》中出现的几名「Q」都没有其他姓名，可以认为他们所有的人都共享一个代号「Q」。「Q」的本性善良，但「Q」的部分成员会表现出小孩习气，所作的某些行为甚至可以用“捣蛋”来形容。「Q」的调皮习性让他们在星系中的形象并不讨好，被许多种族视作敌人。
星际联邦第一次获知Q连续体的存在是在2364年，在远点遭遇战这集中，「Q」（由约翰·德·兰西飾演）扣押了进取号-D，并自导自演了一场法庭剧，指控人类“极端的残暴”。「Q」亦促使了星际联邦与博格人的第一次接觸。在一次Q连续体的内战中，「Q」曾请求航海家号的舰长凯瑟琳·珍妮薇帮助其平息内战。「Q」這個名字的來源，是为了纪念罗登伯里的一位朋友Janet Quarton。
在原初系列，第一季第十八集，星際沙漠，就已經出現類似Q的角色-Trelane（卓廉），雖然沒有直接表明，但卓廉的的能力與態度已經很近似後來的Q，甚至劇情中的寇克上了卓廉自導自演的審判法庭，也與後來在銀河飛龍中Q的法庭劇如出一轍。

## 另見
- 《星际之门》中的升天（Ascension）